# Phragmoplastophyta
Division
Les Phragmoplastophyta, ou Phragmoplastophytes, sont une division de végétaux regroupant les plantes terrestres et quelques groupes d'algues.

## Caractéristiques
Les Phragmoplastophytes se distinguent des autres groupes Chlorobiontes (comme les Ulvophyta, les Klebsormidiophyta, les Chlorokybophyta ou les Prasinophyceae) par la possession d'un phragmoplaste, auquel ces végétaux doivent leur nom. Cette structure est un cylindre de microtubules qui sépare les cellules filles à la fin de la mitose. Lors de la division cellulaire, durant la prophase, les microtubules se regroupent au milieu de la cellule, perpendiculairement au plan de division. Elles conduisent les vésicules golgiennes au centre de la cellules et celles-ci apportent les matériaux nécessaires à l'élaboration du phragmoplaste. La somme des vésicules de Golgi est appelée la plaque cellulaire.

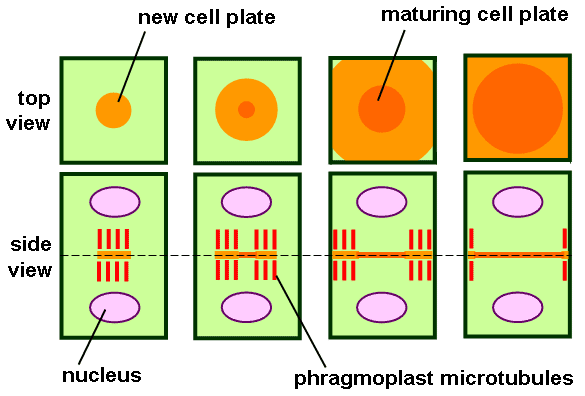
La mitose des Phragmoplastophytes s'opère par l'intermédiaire d'un phragmoplaste.

Une autre synapomorphie de cette division est la synthèse de microfibrilles de cellulose par un complexe de celluloses synthétases octamériques. Ce complexe traverse la membrane plasmique et polymérise des molécules provenant du cytoplasme en microfibrilles de cellulose, qui, associées entre elles, forment des fibrilles, nécessaires dans la formation de la paroi. La paroi des Phragmoplastophytes est également formée de composés phénoliques.

## Principaux sous-taxons

### Les Zygnematophyta
Ce sont des algues unicellulaires ou filamenteuses, mais jamais ramifiées, dont les cellules ne sont jamais flagellées car ne possédant pas de Centrioles, il s'agit d'une perte secondaire. La reproduction se fait par conjugaison: les gamètes fusionnent. Il peut y avoir plusieurs pyrénoïdes par chloroplaste. Elles vivent en eau douce ou saumâtre, parfois en milieu terrestre. La méiose suit de près la fécondation.

### Les Caetosphaeridiophytes
C'est un taxon comprenant 4 espèces d'algues dont les cellules sont dotées de prolongements, les setae, protégées par un fourreau. Ce sont des épiphytes vivant sur des plantes d'eau douce.

### Les Charophytes

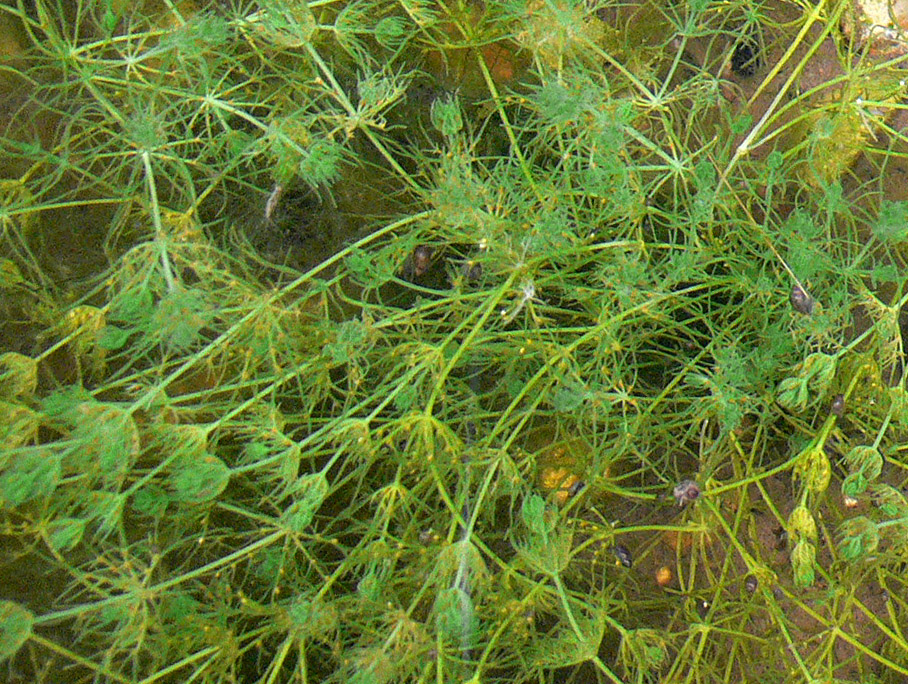
Chara sp., une charophyte typique.

Très proches des plantes terrestres, ces algues aquatiques sont constituées d'un axe autour duquel se trouve un verticille de pleuiridies.Il existe un système de nœuds et d'entre-nœuds. Les anthérozoïdes sont complexes et de forme spiralée, les oogones sont entourés de cinq cellules et coiffés de cinq autres cellules bordant un siphon, emprunté par l'anthérozoïde lors de la fécondation.

### Les Coleochaetophytes
Ce sont des algues de petite taille formant des coussins constitués de filaments ramifiés et disposant eux aussi de setae. Il s'agit du groupe-frère des Embryophytes. Les thalles peuvent être homotriche rampant, homotriche dressé ou bien encore hétérotriche. Après la fécondation, le zygote est présent dans le thalle. Elles vivent en épiphytes sur des plantes aquatiques.

### Les Embryophytes

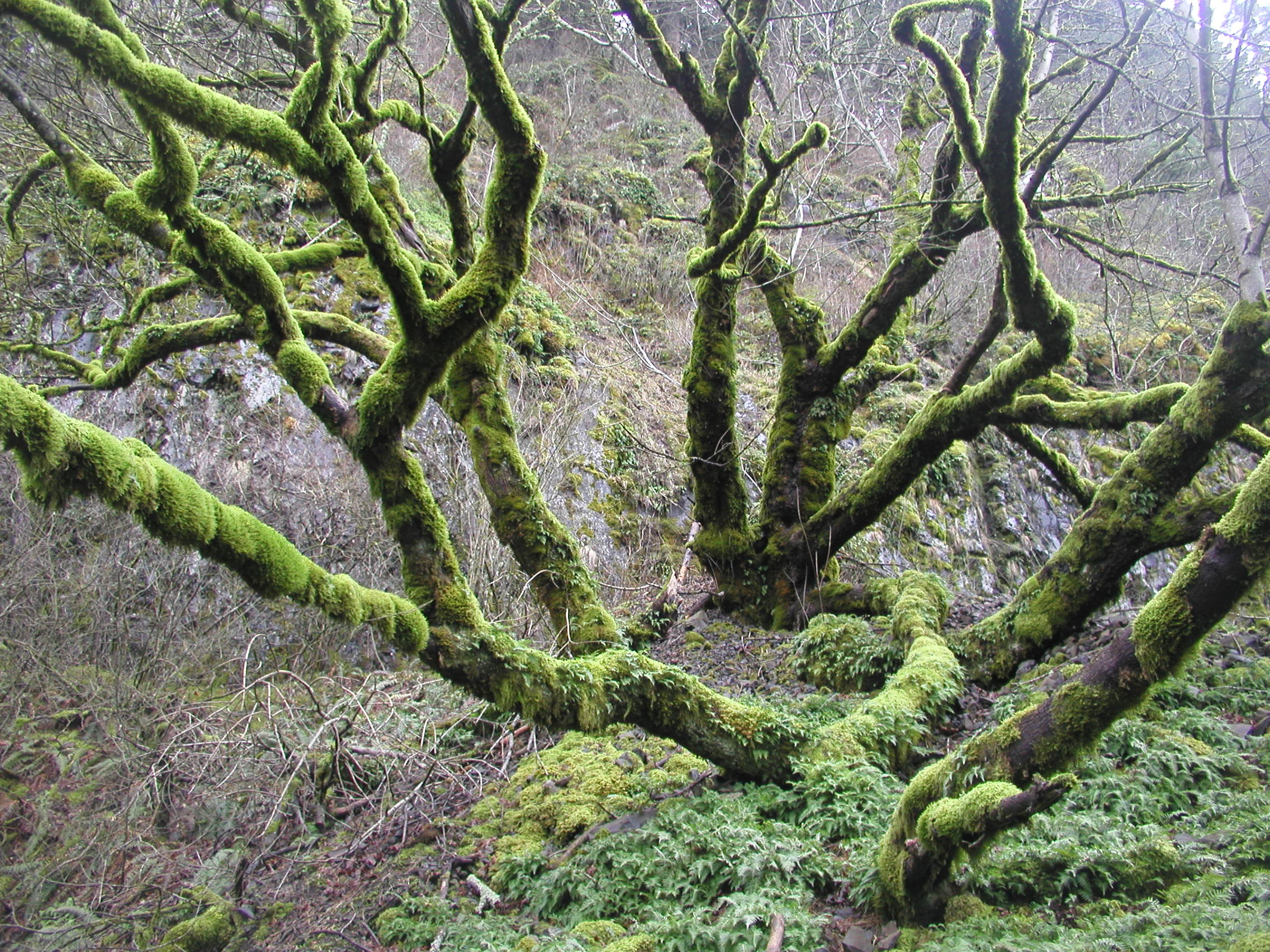
Deux embryophytes, une mousse sur un arbre.

Ce sont toutes les plantes terrestres. Elles sont caractérisées par la possession d'archégones et d'une tige, le cormus. La réussite évolutive de ce groupe est démontrée par leur présence dans tous les écosystèmes terrestres et certains écosystèmes aquatiques. Elles sont représentées par les hépatiques ou Marchantiophytes, les mousses ou Bryophytes, les Anthocérophytes, les Lycophytes, les prêles ou Équisétophytes, les fougères ou Filicophytes, les gymnospermes et les angiospermes (plantes à fleurs). Ces dernières constituent l'écrasante majorité des plantes terrestres avec plus de 230 000 espèces.

## Sources
- Classification phylogénétique du vivant 3e édition, Guillaume Lecointre & Hervé Le Guyader, éd. Belin, 2001,  (ISBN 2-7011-4273-3)
- Botanique écrit par Ulrich Lüttge, Manfred Kluge, Gabriela Bauer, éditeur TEC ET DOC, 04/2002  (ISBN 2743004126).
- Botanique Biologie et physiologie végétales, 2e édition S.Meyer, C.Reeb, R.Bosdeveix, éd. Maloine, 2008,  (ISBN 978-2-224-03020-9)
- Biologie végétale, Structures, fonctionnement, écologie et biotechnologies Murray Nabors, éd. Pearson Edication, traduction française coordonnée par Georges Salé, 2008,  (ISBN 978-2-7440-7306-9)